# Reichskulturkammer
Reichskulturkammer (RKK) (em português: Câmara da Cultura do Reich) foi uma instituição na Alemanha Nazi. Criada no dia 22 de Setembro de 1933, seria uma organização profissional para todos os artistas alemães. O seu objectivo era adquirir o controlo da vida cultural da Alemanha, criando e promovendo artigo de acordo com a linha de pensamento dos ideais nacional-socialistas.

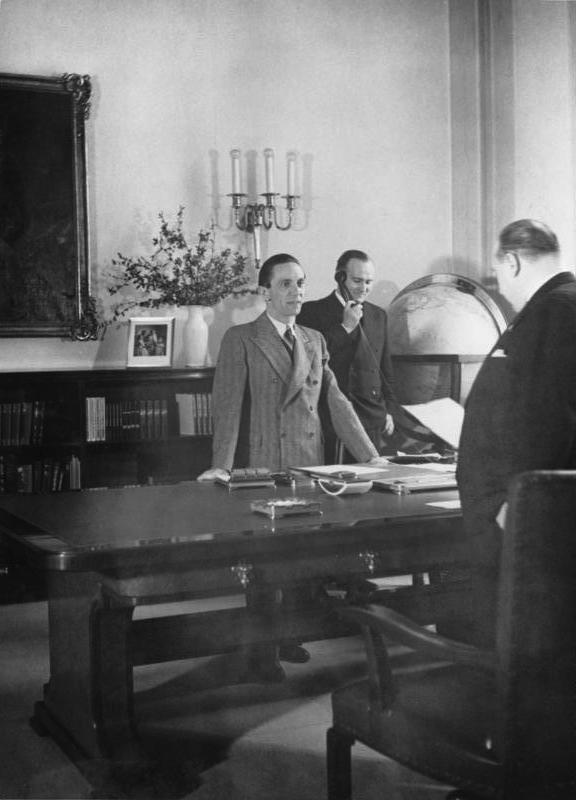
Reichsminister Goebbels numa reunião com o Staatssekretär, Walther Funk, no seu gabinete no Ministério. Atrás, Referent des Ministers Karl Hanke está a atender uma chamada telefónica

Cada artista tinha que submeter um pedido para ser membro da organização.
O RKK estava afiliado com o Ministério da Propaganda, com sede em Berlim. Organização presidida por Joseph Goebbels, um secretario de estado do ministério servia como vice presidente:
- Walther Funk (1933 – 1938)
- Karl Hanke (1938 – 1941)
- Leopold Gutterer (1941 - 1944)
- Werner Naumann (1944 – 1945)

Hans Hinkel era um dos responsáveis por uma divisão especial responsável pela remoção da cultura judaica da Alemanha.
Diferentes subdivisões da RKK tratavam de musica, artes visuais, filmes, arquitectura e literatura, em sete departamentos:
- Reichsrundfunkkammer (até 1939)
- Reichsfilmkammer, dirigida por Carl Froelich a partir de 1939
- Reichsmusikkammer, dirigida por Richard Strauss, e a partir de 1935 por Peter Raabe
- Reichskammer der bildenden Künste (Câmara das Belas Artes do Reich), dirigida entre 1933-35 por Eugen Hönig, e de 1936 a 1943 por Adolf Ziegler
- Reichstheaterkammer
- Reichsschrifttumskammer, dirigida por Hans-Friedrich Blunck, e a partir de 1935 por Hanns Johst
- Reichspressekammer, dirigida por Max Amann